# Milan Novaković
Milan Novaković (...) è un giocatore di football americano serbo, che gioca nel ruolo di wide receiver per i Kragujevac Wild Boars.